# زدیکوو
زدیکوو (به چکی: Zdíkov) یک منطقهٔ مسکونی در جمهوری چک است که در شهرستان پراخاتیتسه واقع شده‌است. زدیکوو ۳۱٫۹۴ کیلومتر مربع مساحت و ۱٬۷۵۲ نفر جمعیت دارد و ۷۳۲ متر بالاتر از سطح دریا واقع شده‌است.